# Orestias gracilis
Orestias gracilis är en fiskart som beskrevs av Parenti, 1984. Orestias gracilis ingår i släktet Orestias och familjen Cyprinodontidae. Inga underarter finns listade i Catalogue of Life.